# جزر واكاتوبي
مديرية وكاطابي هي واحدة من المناطق في محافظة سولاوسي الجنوبية الشرقية بإندونيسيا. المدينة عاصمة مديرية وانغي-وانغي، التي تأسسها قانون جمهورية إندونيسيا عدد 29 لسنة 2003 المؤر خفي 18 ديسمبر 2003 .وتبلغ مساحتها 823 كيلومتر مربع وعدد سكانها 94.846 نسمة في عام2011.
وكاطابي هي أيضا اسم حديقة وطنية التي تم تعيينها في 1996، مع مساحة إجمالية قدرها 1.390.000هكتار، التي تنطوي على التنوع البيولوجي البحري وحالة المرجان التي تحتل واحدة من أعلى أولوية الحفاظ على الحياة البحرية في إندونيسيا.

## التاريخ
قبل أن يصبح منطقة ذاتية الحكم مديرية وكاطابي معروفة باسم جزر «توكانغبيسي».

### فترة ماقبل الاستقلال
قبل الاستقلال كان وكاطابي تحت سلطنة بوتون

### فترة مابعد الاستقلال
بعداستقلال إندونيسيا وبعد أصبحت سولاوسي الجنوبية الشرقية محافظة واحدة، مازالت وكاطابى مناطق في مديرية بوتون

### فترة الإصلاحات
في 18 ديسمبر 2003 أصبحت وكاطابي تعيين رسميا واحدة من مناطق في تقسيم المنطقة سولاوسي الجنوبية الشرقية التي تأسسها قانون جمهورية إندونيسيا عدد 29 لسنة 2003 بشأن إنشاء مديرية بومبانا، مديرية وكاطابي، ومديرية كولاكا شمال.
في بداية تأسيس تكونت وكاطابي من خمس مناطق فقط: وهم وانغي-وانغي، وانغي الجنوبية، كاليدوبا، طاميا، وبينونقا
في عام 2005 من خلال اللائحة المحلية لمديرية وكاطابي عدد 19 لسنة 2005 تأسست منطقة كاليدوبا الجنوبية ومن خلال اللائحة المحلية لمديرية عدد 20 لسنة 2005 تأسس طاميا الشرقية
في عام 2007 من اللائحة المحلية لمديرية وكاطابي عدد 41 لسنة 2007 تأسست منطقة توغو بينونقا ولذلك ازداد عدد المناطق في وكاطابي إلى 8 مناطق ثانوية التي تنقسم إلى 25 قرية و 25 قرية.

### الإدارة في بداية تأسيس
الإدارة مديرية وكاطابي بوصفها منطقة حكم ذات يتميز ترسميا بتنصيب شريف الدين صفاء (Syarifudin Safaa, SH, MM) كوصي العرش وكاطابي في 19يناير2004 إلى 19 يناير2006، ومهو في مدرا (H. LM. Mahufi Madra, SH, MH) في 19 يناير 2006 إلى 28 يونيو 2006.

### الإدارة نتائجا لانتخابات المحلية
استنادا إلى نتائجا لانتخابات المحلية، في 28يونيو 2006تم اختيار وصي العرش ونائب الوصي العرش وكاطابي، هوغوا (Ir. Hugua) وإيديأرتو روسمين (Ediarto Rusmin, BAE)، أدى اليمين أمام محافظ سولاوسي الجنوبية الشرقية علي مازي (Ali Mazi, SH)، نيابة عن وزير الداخلية استنادا إلى القرار الوزاري لوزير الداخلية عدد 314-132.74 بتاريخ 13يونيو 2006بشأن التصديق على تعيين وصي العرش وكاطابي هوغوا (Ir. Hugua)والقرار الوزار وزير الداخلية عدد 315-132.74بتاريخ 13 يونيو 2006 بشأن التصديق على تعيين وصي العرش وكاطابي إيديأرتو روسمين، للفترة 2011-2006
القيادة الحالية في وكاطابي ترأسها الوصي ونائب الوصي هوغوا (Ir. Hugua)و أرهاوي (H. Arhawi, SE)، منذ التنصيب بمحافظ سولاوسي الجنوبية الشرقية نورعالم (H. Nur Alam, SE)، في 28 يونيو 2011 نيابة عن وزير الداخلية استنادا إلى القرار الوزار يل وزير الداخلية عدد 432.74-132بتاريخ 30مايو 2011بشأن التصديق على تعيين الوصي العرش وكاطابي هوغوا (Ir. Hugua)ونائبا لوصي العرش أرهاوي (H. Arhawi, SE)، للفترة 2016-2011.

## الجغرافيا

### الموقع
مديرية وكاطابي هي جزر إندونيسية يقع في جنوب شرق جزيرة سولاوسي. يقع مديرية وكاطابي فلكيا في الجنوب من خطا لاستواءالتي تمتد منo 5.00إلىo6.25جنوب خطا لعرض (على طول ± 160 كم) ومستعرضة منo123.23إلىo123.64 شرقا (على طول ± 120 كم).

### المساحة
مساحة الأرض مديرية وكاطابي هي ± 823 كيلومترمربع، ومساحة المياه البحرية المقدرة± 18.377,31 كيلومترمربع

### الحد الفاصل
| شمال  | مديرية مديرية بوتون ومديرية مديرية بوتون شمالية |
| جنوب  | بحر فلوريس                                      |
| غرب   | مديرية بوتون                                    |
| الشرق | بحر باند                                        |

### المناخ
مديرية مديرية وكاطابي هو نفسه كما مناطق أخرى في أندونيسيا بعد موسمين، موسم الأمطار وموسم الجفاف، مساحة مديرية مديرية وكاطابي عموما بارتفاع أقل من 1000 متر فوق مستوى سطح البحر، وتقع حول خط الأستواء، حيث أن هذه المنطقة تتمتع بمناخ استؤاأي

## التركيبة السكانية الإقليمية

### عدد المقيمين
و بلغ السكان وفقا أنتاءج تعداد السكان عام 2000 الأشخاص 87793 تتألف من 42620 الرجال و. 45173 النساء. بعد ثلاث سنوات، أي في عام 2003 عقد الناحبين وتسجيل السكان المستدامة التي يتم اختصار مع نتائج التعداد هي P4B السكن بقدر ما الروح أو 91497 المدة ثلاث سنوات على متن عدد من الروح أو 3704 حوالي 1٫41 في الما ئة سنويا.

### توزيع السكان
عدد السكان في وانغي-وانغي الجنوبية 23٫37٪, في وانغي-وانغي19٫05 ٪ , في كاليدوبا17٫86٪ , في طاميا وبينونغكو 15٫01٪.
عند مقارنة مع سكان منطقة، ثم المناطق الأكثو اكتظاظا هي كا ديلوبا 166 نسمه / كم. يلي طاميا 141 نسمه / كم. وفي وانغي-وانغي الجنوبية 109 نسمه / كم.

### هيكل العمر والجنس والقيبلة
الدولة من هيكل السكان في عام 2003 , 34٫55٪ أو 31610 الروح سن مبكرة جدا الذين تتراوح أعمارهم بين 15 سنة وتحت.
و بلغت نسبة الجنس في مديرية وكاطابي عام 2003 إلى 96٫12٪ .
وهناك 8 من القبائل التي تسكن في مديرية مديرية وكاطابي مع بيانات عام 2000 بقدرما 87793 , وهو أكبر مجموعة إثنية 91٫33٪ مديرية مديرية وكاطابي، باجاو 7٫92٪ وغيرها من القبائل التي وصلت إلى أقل من 1٪.

### التوظيف
عدد المواطنين في سن الشغل والعمل 70343 نسمة يتكون هذا العدد من 23981 رجل أو ما يعادل 34٫9٪ ومن 36362 امرأة أو ما يعادل 65٫91 ٪. تجد 40395 من القوى العاملة، تتكون من العاملين وعددهم 37678 نسمة أو ما يعادل 93٫27٪ أو 53٫56٪ من عدد المواطنين في سن الشغل والعمل، ومن العاطلين 6٫73٪ . ومنهم من لا يدخل في ضمن القوى العاملة وعددهم 29408 نسمة أو ما يعادل 41٫81٪ من سن الشغل المتكون من المتدرسين 15740 نسمة أو ما يعادل 53٫52٪ ووربة المنزل وغيرها 13668 نسمة أو ما يعادل 46٫48٪ .
ومن منظور ساحة الأعمال تبين أن القطاع الزراعي أكثرها عددا في تسرب القوى العاملة يعنى 43609 نسمة أو ما يعادل 61٫99٪ ويليه القطاع التجاري 15635 نسمة أو ما يعادل 17٫02٪ وبعده بالتوالي قطاع الخدمات ثم الصناعة ثم المواصلات.

## الإمكانات الاقتصاد ية الإقليميية

### الزراعة والفلاحة والغابة
ومن إنتاجات زراعات خمسة أنواع من المواد الغذائية الأساسية المختلفة ظهر أن الكسافا أكثرها إنتاجا حيث أن في العام 2003 أنتج 40.199 طن ثم يأتي بعدها الذرة بقدر 1715 طن ثم يأتي بعده البطاطا الحلوة بقدر 58 طن. أما الأرز والفول السوداني يأتي كل منها ب 8 طن و 4 طن فحسب.
وفي عام 2003 كانت انتاجات الفواكه أكثرها من المنجا يعنى 9229 ك.و ثم يليه الموز 5788 ك.و ثم يليه البرتقال بقدر 4134 ك.و. وإنتاجات الخضروات كانت أكثرها الفول الطويل يعنى 229 ك.و ثم يليه البازنجان قدره 210 ك.و ثم يليه كانكونج بـ 205 ك.و ثم يليه البصل الأحمر بقدر 160 ك.و.
وفي العام 2003 كان إنتاجات مزارع السكان أكثرها النراجيل أو الجوز الهندي يعنى 225 طن ثم يليه الكاجو بقدر 59 طن ثم جوز الهند الهجينة بقدر 8 طن ثم يليه الكاكو بقدر 6 طن ثم يليه البن 3 طن. وأقلها إنتجا جوزة الطيب يعني 0٫35 طن فحسب.
والغابة محدودة في الغابات المحمية عنها قانونا ومساحتها 11300 هكتار.

### ماشية والسمكية
اعداد ماشية واسع في عام 2003 لم يكن هناك سوى بقر يعنى 308 بقر. وهذا العدد يزيد بقدر 60,42% مما كان في العام قبله 2002م. لأن العدد المتوفر في العام 2002 يصل إلى 192 وفي العام 2003 يزيد ويصل إلى 308 أبقار.
و اعداد ماشية صغير في عام 2003 هو الغنم يعني 9.789. وهذا العدد أقل من العدد المتوفر في عام 2002 ب 5,43 % لأن العدد المتوفر في عام 2002 هو 10.351 وأما في عام 2003 كان العدد 9.789 عنزا.
وإنتاجات الأسماك في عام 2003 إجماليا يصل إلى 17.985,60 طن يتكون من الأسماك البحرية 17.453,60 طن ومن زراعة العشب البحري 532 طن.

### الصناعة والطاقة
وإلى حدود عام 2003 لم تكن هناك صناعة كبيرة ولا صناعة متوسطة لكن توجد صناعات الصغيرة والحرف اليدوية المنزلية. كان عدد وحدات الصناعة الصغيرة يصل إلى 107 وحدات وكان عدد العاملين فيها 514 نسمة وأما الحرف اليدوية المنزلية (الصناعة المنزلية) كان عددها 1.290 وحدة والعاملون فيها يصل إلى 1.863 عاملا.
وعدد زبائن الطاقة الكهربائية الحكومية في عام 2003م 9.652 وكانت الطاقات المنتصبة تصل إلى 6.047.905 VA مع أن منتجات الكهرباء المتوفرة قدرها 6.278.762 kwh. وأما الطاقات الكهربائية المباعة قدرها 5.367.403 kwh وكان ثمنها 2.791.737.755 روبية. (المرجع مطلوب)

### التجارة
وفي طوال العام 2003 كان إجمالي السلع التجارية 233.650,13 طن ماقيمته بالروبيات 28.639.873 ألف روبية. وأكثرها تأتي من إنتاجات الغابات يعنى 231.529,68 مايعادل 13.761.355 ألف روبية، ويليها إنتاجات الزراعة في مواد الغذاء الأساسية قدرها 1.355,29 طن، ما قيمته يعادل 3.756.470 ألف روبية ثم يليه إنتاجات تربية الحيوانات وقدرها 3,95 طن فحسب ما يعادل قيمته 5.928 ألف روبية ثم يليه إنتاجات الزراعة وقدرها 9,59 طن ما يعادل قيمته 1.902.403 ألف روبية.

## الإمكانات السياحية الإقليمية

### الحديقة الوطنية
الحديقة الوطنية «وكاطابي» هي أحد من خمسين الحديقة الوطنية في إندونيسيا يقع في مديرية وكاطابي، سولاوسى الجنوبية الشرقية. وتم القرار بحق هذا الحديقة الوطنية في عام 1996 وتسع مساحته إجماليا 1,39 مليون هكتار ولها دور في قضية تنوع الكائنات الحية المتوفرة في البحار مع مقاييسها وأوضاعها اليوم، وكان في المنزلة الأولي في أولويات عمليات حركة الحفظ على البحار الإندونيسية. وكذلك عمق مائها يختلف من مكان إلى أخروأطولها عمقا يصل إلى 1.044 متر من سطح البحر.
هذا الحديقة الوطنية يتميز بالأشياء المذكورة تحت:
1. الشعاب المرجانية
2. الأسماك
3. الحيوانات الأخري
4. الميزة
5. جزيرة «هوجا»

## السياحة التاريخية

### جزيرة وانغي وانغي

#### حصن تيندوي
حصن تيندوي هو أحد غاية الثقافية في منطقة وانغي وانغي، في حدود 5 كم ويمكن الوصول إليها عن طريق الدراجة والسيارة حوالي 15 دقيقة.

#### حصن لييا ومسجد كراتون لييا
حصن لييا يقع في قرية لييا توغو منطقة وانغي وانغي جنوبية. وتتكون حصن لييا من أربع طبقات مع 12 أبواب. و 12 أبواب هو الباب الخروج المسخدمة المجتمع المأكي للتفاعل مع المجتمع المحيط.
في داخل حصن هناك المسجد كراتون لييا في حدود 8 كم أو 15 دقيقة من عاصمة مديرية ويمكن الوصول إليها من خلال الدراجة والسيارة.

#### حصن مانداتي تونغه
حصن مانداتي تونغه يقع في قرية مانداتي تونغه منطقة وانغي وانغي جنوبية. ذلك الحصن مستطيلة الشكل تبلغ مساحتها ا هكتار. اعلى سور حصن حوالي 7 متر يقع في الغرب والجنوبية

#### حصن توغو مولنغو
حصن توغو مولنغو يوجد في قمة جبل توغو جزيرة كابوتا، ويمكن الوصول إليها حوالي 20 دقيقة بالقارب التقليدي من وانغي وانغي، ومع المحرك حوالي 10 دقيقة.

#### المنارة
المنارة بنيت في عام 19٫1 في وقت اسعمار هولندا. موقع المنارة هناك منطقة جذب سياحي في قرية واحة منطقة وانغي وانغي، مع مسافة حوالي 8 كم من العاصمة مديرية، ويمكن الوصول إليها من خلال الدراجة حوالي 15 دقيقة.

### جزيرة كاليدوبا

#### المواقع التارخية [المقابر القديمة والحصن]
المقابرالقديمة وكمالي موجودة في قرية باليء، منطقة كاليدوبا جنوبية.

#### حصن اولو ومسجد القديم
حصن اولو والمسجد القديم هما المواقع التارخية الثقافية في جزيرة كاليدوبا الذي لايزال مستيقظا والحفاظ عليها من قبل المجتمعات المحلية.
في داخل حصن اولو يوجد المسجد القديم وقياسه 7X6٫5 متر.

#### حصن لادندا
حصن لا دندا هو أحد المواقع التاريخية من اثار الثقافة لمجتمع كلدوفا.

### جزيرة طاميا

#### حصن فاتوا
حصن فاتوا هو أحد المواقع التاريخية لمجتمع طاميا

#### حصن سوا سوا
حصن سواسوا يقع في قرية كاهينعا من ناحية طاميا الشرقية، بمسافة حوالى 3 كلو متر من عاصمة الناحية، ويمكن الوصول اليه منها.

#### مسجد اونيماي القديم
يقع مسجد اونيماي في قرية اونيماي من ناحية طاميا

### جزيرة بينونقا

#### حصن فلاهيدو
حصن فلاهيدو هو أحد الاثار التارخية لمجتمع بينونقا ويقع في قرية فلاهيدو من ناحية بينونقا وهو قائم على الجرف الشمال في طرف الشاطئ من جزيرة بينونقا

#### حصن والي
حصن والي هو أحد المواقع التارخية لمجتمع طوغو بينونقا

## السياحة الثقافية

### جزيرة كاليدوفا
ان جزيرة كاليدوفا لها اطيب الثقافة المزعومة التي يحفظها المجتمع المحلي.
في ما يلي من غايات السياحة الثقافية الموجودة في جزيرة كاليدوفا.

#### رقص تقليدي كاليدوفا

##### رقص لاريانعي
رقص لاريانعي هو رقص تقليدي في ناحية كاليدوفا الذي بدا في السنة 1634 عندما قاد أول الملك بوطان، وهو واكاكا.

##### رقص هيباليا
رقص هيباليا هو رقص تقليدي في ناحية كاليدوفا الذي نظمه الكهان في الماضي.

##### رقص صمبو بونكلي
رقص صمبو بونكلي هورقص تقليدي في ناحية كاليدوفا الجنوبية. وتقوم بهذا الرقص اثنى عشرة راقصة جميلة.

#### احتفال عرفي وتقليدي

##### احتفال عرفي كاريأعا
احتفال عرفي كاريأعا هو عادة خاصة لمجتمع كاليدوفا. وبلغ عدد النقالة فيه خمس عشرة إلى العشرين في حفلة واحدة.

##### عادة الفنون القتالية "فنثاك سيلات
عادة الفنون القتالية "فنثاك سيلات هي عادة المجتمع كاليدوفا

### جزيرة طاميا

#### احتفال عرفي سافارا
ان احتفال عرفي سافارا من عادة المجتمع سافارا التي تتأدى في كل شهر سفر.

#### عادة بوسي بوسي
عادة بوسي بوسي هي عادة تزيين الزورق بزينة ملونة وحشته مأكولات تقليدية مثل ليووا، ثم دُوّرت حول الشاطئ من رصيف فاتيفالاݞ إلى رصيف اوسوكوحتى بوغاز اون موبا (One Mobaa) وبينما ضُرب فيه الطبل. ويهدف هذا الاحتفال لاغراق الذنوب بامواج البحر.

#### رقص ساجو مواني
رقص ساجو مواني هو رقص مكرس الذي يقوم به الرجال.

#### رقص سارينادي
رقص سارينادي هو رقص تقليدي بمعنى الاتحاد والارتباط في اتمام النشاط المتعلق بمصلحة عامة.

### جزيرة بينونقا

#### رقص بالومفا
رقص بالومفا هو أحد الرقوص التقليدية الذي صدر من جزيرة بينونقا.

## البنية التحتية الإقليمية

### التربية
بلغ عدد روضة الأطفال 22 وحدة في السنة 2003 وكانت منتشرة في خمس نواحي. واما المدرسون فيه بلغ عددهم 47 نفرا، وبلغ عدد الطلاب 989 طالب. وفي نفس السنة، كانت النسية بين المدرسية والمدارس في المعدل نفرين. وبين الطلاب والمدارس في المعدل 45 طالبا، وبين الطلاب والمدرسين في المعدل 21 نفرا.
وفي طبقة التربية الابتدائية، بلغ عدد المدارس المدون 101 وحدة في السنة 2003. وبلغ عدد المدرسين 684 نفر، واما الطلاب بلغ عددهم 14.742 طالب. وكانت النسبة المسجلة بين المدرسين والمدارس في المعدل 7 انفار. وبين الطلاب والمدارس في المعدل 145 طالب. وبين الطلاب والمدرسين في المعدل 22 نفرا.
وفي طبقة التربية المتوسطة توجد ست عشرة في السنة 2003، وعددالمدرسين بلغ 235 نفرا، واماعدد الطلاب بلغ 4.287 طالب. اذًا كانت النسبة المدونة بين المدرسين والمدارس في المعدل 15 انفار، وبين الطلاب والمدارس في المعدل 268 نفر، وبين الطلاب والمدرسين في المعدل 18 نفرا.وبلغ عدد المدارس الثانوية في السنة 2003 اربع مدارس. وعدد المدرسين فيها بلغ 93 نفرا كما بلغ عدد الطلاب 2.212 طالب. واما النسبة المسجلة بينهم والمدارس في المعدل 23 نفرا، بين الطلاب والمدارس في المعدل 553 نفرا، وبين الطلاب والمدرسين في المعدل 24 نفرا.

### الصحة
لم يوجد المستشفي العام في منطقة وكاطابي حتى السنة 2003 الا 7 مراكز الصحة الجمعية الاحتضانية و 12 مراكز الصحة الجمعية المعينة. وبلغ عدد الاطباء العموم 5 نفر، و2 بكالوريوس في علوم الصحة الاجتماعية، و85 موظفى الإسعاف، و9 معين موظف الإسعاف.

### الدين
وتوجدالامكنة للعبادة في وكاطابي عام2003 منها 112 مسجد جامع و 22 مصلى، وبينما لم توجد فيها كنيسة ولا صدغ ولا دير. وهذا يدل على ان مجتمع وكاطابي يعتقدون بدين الإسلام.

## الحكومة

### فترة 2011-2016
يقوم بقيادة منطقة وكاطابي الآن الوصى المهندس هكوا
اضبارة الحج ارهاوي المهندس في العلوم الاقتصادية
يقوم بقيادة منطقة وكاطابي الآن نائب الوصى الحج ارهاوي المهندس في العلوم الاقتصادية

### متوسط نصيب الفرد من الناتج المحلي الإجمالي

#### عام 2003
حصل الناتج المحلي الإجمالي في متوسط نصيب الفرد عام 2003 لمنطقة وكاطابي مبنيا على الثمن المستعمل 179.774,04 مليون روبية أكثر من العام الماضى يعني 160.473,67 مليون روبية. في عام 2002، حصل الناتج المحلي الإجمالي في متوسط نصيب الفرد 1.833.833.775,23 روبية يكون 2.026.993,35 روبية أو يزداد 10,54 بالمئة.

##### التقسيم الإداري
1. ناحية بينونقا
2. ناحية كاليدوفا
3. ناحية كاليدوفا الجنوبية
4. ناحية طوكو بينونقا
5. ناحية طاميا
6. ناحية طاميا الشرقية
7. ناحية وانعي وانعي
8. ناحية وانعي وانعي الجنوبية

#### القرية
انقسم جميع النواحي في وكاطابي إلى 61 قرية (45 قرية و 16 قرية معينة. ومن هذا الرقم، قد حصل عشرة منها إلى قرية مكتفة ذاتيا (15,63 %)، و 16 قرية التوظيف الذاتي (25,00%)، و 38 قرية مجهودة ذاتية (59,38%)

### مجلس النواب الإقليمي

#### مجلس النواب عام 2004
التركيب في الحصول على الكراسي في مجلس النواب الإقليمي من نتاج الانتخاب العام 2004 مأسسا على فرق التابعة في الانتخاب العام ومحل الانتخاب كما يلى: حصلت فرقة Golkar على أكثر النتائج وهي 4 كرسي، وتليها PBB, PPP, PAN, PNBK, PBR و PDIP حصلت على كرسيين، وتليها فرقة Merdeka, PKB, فرقة Patriot Pancasila وفرق Demokrat حصلت كل منها كرسيا من 20 كرسيا في مجلس النواب الإقليمي

### أعضاء مجلس النواب الإقليمي فترة 2009—2014
1. محمد علي، بكالوريوس في السياسة، الماجستيرفي العلوم (PDIP)
2. الحج لا انديا، بكالوريوس في الاجتماعية (PAN)
3. الحج سيرالدين لا أبا (PNBKI)
4. دريونو مواني، بكالوريوس في الاجتماعية (PDIP)
5. لودي مسعودين (PDIP)
6. سوفاردي (PDIP)
7. الحج لا اودي عارف الدين، بكالوريوس في الاجتماعية (PDIP)
8. هاليادي هابرون (PAN)
9. الحج سونيدي (PAN)
10. هسنون، بكالوريوس في الاجتماعية (PNBKI)
11. محمد شوال، بكالوريوس في الهندسة (PNBKI)
12. دكتورندوس الحج شفرالدين (Golkar)
13. دكتورندا الحجة صافيا ووالو (Golkar)
14. سوطامو هادي، بكالوريوس في الاجتماعية (PBR)
15. زكريا، بكالوريوس في القانون، الماجستير في القانون (PBR)
16. لا مواني سابارا، بكالوريوس في الاجتماعية (فرقة Demokrat)
17. سوبردين باوو، بكالوريوس في التربية، الماجستير في العلوم (فرقة Demokrat)
18. مسدين، بكالوريوس في التربية، الماجستير في الإدارة (PPP)
19. اندي حسن، بكالوريوس في التربية (PPP)
20. الحجة ارناواتي رشيد، بكالوريوس في الهندسة (PPDI)
21. حيرالدين كوندي، بكالوريوس في الهندسة (PK)
22. الحج منسير (PKB)
23. لاكي (Barnas)
24. حيرالدين بوطان، بكالوريوس في الاجتماعية (PPNUI)
25. الحج سوكرمان (Hanura)

جزر واكاتوبي موقع بيئي متنوع وهي أيضا موطن لمجموعة عمليات لوالاكيا، ومقرها المملكة المتحدة وهي مجموعة غير ربحية تبحث في بحوث التنمية المستدامة لمصايد الأسماك والشعاب المرجانية، وهي مجموعة مستقلة غير تجارية.

## تقرير مصور حول واكاتوبي
قام الصندوق العالمي للطبيعة في إندونيسيا وإدارة واكاتوبي وورشة العمل السينمائي SET بتصوير تقرير مصور حول التنوع البيولوجي البحري في هذه الجزر وتظهر فيه المناظر خلابة تحت الماء حول جزر واكاتوبي وحياة قبيلة باجو، والناس الذين يتجولون بحثاً عن الموارد البحرية من أجل البقاء. الفيلم حصل على جائزة شرفية في مهرجان سينمائي عالمي.
حالياً تتعرض حياة شعب باجو في واكاتوبي للتهديد بسبب تضرر المرجان بسبب الصيد وتغير المناخ.